# Iron Harvest
Iron Harvest (conosciuto anche come Iron Harvest 1920+) è un videogioco strategico in tempo reale, in fase di sviluppo da King Art Games e con la pubblicazione da parte di Deep Silver. Il gioco è disponibile per Microsoft Windows, PlayStation 4 e Xbox One dal 1º settembre 2020.

## Modalità di gioco
In Iron Harvest, il giocatore può controllare tre tipi di unità: mecha, fanteria e le unità eroe. Nella sua versione completa il gioco contiene più di venti missioni e delle sottotrame separate per il giocatore singolo per ciascuna delle tre fazioni principali, oltre che le modalità di schermaglia per giocatore singolo e per il multigiocatore.

## Ambientazione
Il gioco è ambientato in un 1920 alternativo, nell'universo creato dall'artista polacco Jakub Różalski, divenuto noto per essere il grafico del gioco da tavolo Scythe. Per ideare il suo universo, Różalski si ispirò alla guerra sovietico-polacca del 1919-1920, mentre il tema del videogioco è stato descritto come "dieselpunk mecha". La trama è focalizzata sul conflitto tra le tre nazioni dell'Europa centro-orientale, ovvero Polania, Rusviet e Saxony, che corrispondono rispettivamente alla Polonia, Unione Sovietica e Germania, durante gli anni 1920, periodo in cui l'Europa stava subendo le conseguenze della prima guerra mondiale.

## Sviluppo
Il gioco fu annunciato nel 2016. Nel 2018, il videogioco durante la sua campagna di crowdfunding su Kickstarter, raccolse oltre 1,5 milioni di dollari. Inizialmente il gioco doveva uscire a fine 2019. Al Gamescom 2019 il videogioco è stato posticipato al 1º settembre 2020. A marzo 2020, è stata resa disponibile una versione beta, mentre a giugno dello stesso anno è stata pubblicata una versione demo del gioco su Steam.